# Itaipulândia
Itaipulândia este un oraș în Paraná (PR), Brazilia.